# جول برنارد
ژوئل برنار (فرانسوی: Joëlle Bernard‎؛ ۱۴ اوت ۱۹۲۸ – ۲۳ مارس ۱۹۷۷) هنرپیشه اهل فرانسه بود.
از فیلم‌ها یا برنامه‌های تلویزیونی که وی در آن نقش داشته‌است می‌توان به خاطرات یک کلفت، بورسالینو و شرکا.، کلاه‌طلایی، هفت مرد و یک بدکاره و حلقه ازدواج اشاره کرد.